# NK Osijek II 2017./18.
U sezoni 2017./18. NK Osijek II natjecao se u Trećoj HNL – Istok. Bila je to druga natjecateljska sezona za drugu momčad NK Osijek. Osvajanjem naslova Treće HNL – Istok momčad je stekla pravo igranja u Drugoj HNL u sezoni 2018./19.

## Natjecanja
| natjecanje                  | početak sudjelovanja | konačan uspjeh | prva utakmica      | posljednja utakmica |
| --------------------------- | -------------------- | -------------- | ------------------ | ------------------- |
| Treća HNL – Istok 2017./18. | prvo kolo            | prvo mjesto    | 26. kolovoza 2017. | 2. lipnja 2018.     |

## Utakmice

### Treća HNL – Istok
| 1. 26. kolovoza 2017. | Slavija                                                                                           | 1 : 1    | Osijek II                                        | Pleternica |  |
| 17:30                 | Solić 32' Šubara 51' 69' Gomerčić 56' I. Peharda 76' Petković 83' Ančurovski 89' M. Peharda 90+3' | Izvješće | 54' 62' Dadić 69' Čikvar 71' Lončar 89' Mišković | Igralište: Stjepan Zdenko Šivo Gledatelja: 150 Sudac: Mihael Maksimčuk Pomoćni suci: Marko Nikolić Pomoćni suci: Franjo Vučko Četvrti sudac: Tomislav Haban |  |

| 2. 1. rujna 2017. | Osijek II                                        | 1 : 0    | Mladost                               | Osijek |  |
| 17:30             | Ilić 12' Rajić 19' Lišnić 25' Ivić 38' Marin 83' | Izvješće | 20' 69' Bošnjak 47' Vrbanić 90' Vučak | Igralište: NK Olimpija Gledatelja: 100 Sudac: Ivan Menđušić Pomoćni suci: Marko Nikolić Pomoćni suci: Franjo Vučko Četvrti sudac: Tomislav Haban |  |

| 3. 10. rujna 2017. | Vukovar 1991                             | 1 : 0    | Osijek II          | Vukovar |  |
| 17:00              | Matijević 30' Tunjić 89' Brajković 90+1' | Izvješće | 25' Dadić 55' Ivić | Igralište: Gradski stadion Sudac: Alen Dobraš Pomoćni suci: Dino Galinec Pomoćni suci: Dalibor Totić Četvrti sudac: Dražen Matasović |  |

| 4. 17. rujna 2017. | Osijek II                                          | 2 : 0    | Varteks                                            | Osijek |  |
| 17:00              | Žaper 5' (11 m) 8' Jakšić 27' Ripić 49' Bubalo 71' | Izvješće | 20' Dreven 26' Kuhar 30' Radić 67' Kukec 82' Hižak | Igralište: NK Olimpija Gledatelja: 200 Sudac: Ante Bundović Pomoćni suci: Mario Lončar Pomoćni suci: Berislav Sudar Četvrti sudac: Kristina Veljačić |  |

| 5. 23. rujna 2017. | Belišće      | 0 : 1    | Osijek II                          | Belišće |  |
| 16:30              | Lacković 37' | Izvješće | 11' Lončar 26' Čikvar 68' M. Ferić | Igralište: Gradski stadion Belišće Gledatelja: 150 Sudac: Dražen Matasović Pomoćni suci: Dalibor Totić Pomoćni suci: Dino Galinec Četvrti sudac: Matej Vuković |  |

| 6. 27. rujna 2017. | Marsonia 1909                                                   | 1 : 3    | Osijek II                          | Slavonski Brod |  |
| 16:30              | Sivrić 24' 70' Mirković 50' 66' Gavrić 84' Jagić 85' Martić 88' | Izvješće | 45' 53' Rajić 83' Talys 90' Bubalo | Igralište: Stadion uz Savu Sudac: Dino Sabljić Pomoćni suci: Miodrag Plantak Pomoćni suci: Mario Đođ Četvrti sudac: Ante Bundović |  |

| 7. 30. rujna 2017. | Osijek II                         | 0 : 0    | Čepin                                         | Osijek |  |
| 16:00              | Lončar 59' Mišković 64' Žaper 82' | Izvješće | 12' Gregić 36' Ivić 87' Damjanović 90' Agatić | Igralište: NK Olimpija Gledatelja: 300 Sudac: Aleksandar Vuzem Pomoćni suci: Dino Galinec Pomoćni suci: Deni Grofelnik Četvrti sudac: Denis Plantosar |  |

| 8. 7. listopada 2017. | Đakovo-Croatia                                                              | 1 : 2    | Osijek II                             | Đakovo |  |
| 15:30                 | B. Nikolić 10' Abramović 14' 51' (11 m) Kolak 61' Novoselić 85' Galičić 88' | Izvješće | 8' Mišković 14' Lišnić 50' M. Nikolić | Igralište: Stadion NK Đakovo Sudac: Antonio Škobić Pomoćni suci: Deni Grofelnik Pomoćni suci: Dino Galinec Četvrti sudac: Ivan Kurbaša |  |

| 9. 13. listopada 2017. | Osijek II                   | 0 : 1    | Koprivnica                                    | Osijek |  |
| 15:00                  | Mišković 25' 51' Jakšić 82' | Izvješće | 25' Sminderovac 25' Tucaković 39' 51' Kovačić | Igralište: NK Olimpija Gledatelja: 100 Sudac: Ante Bundović Pomoćni suci: Marin Ćosić Pomoćni suci: Petar Plevnik Četvrti sudac: Antonio Škobić |  |

| 10. 21. listopada 2017. | Bjelovar                                                                        | 2 : 1    | Osijek II                                                      | Bjelovar |  |
| 15:00                   | Hajdarović 43' Šiprak 48' Orač 52' Jozić 64' Kozić 66' Ribeiro 80' Rajčanji 86' | Izvješće | 60' Žaper 72' Lončar 77' Jakšić 86' Talys 90' Ilić 90+2' Rajić | Igralište: Gradski stadion Gledatelja: 150 Sudac: Alen Dobraš Pomoćni suci: Oliver Hrmić Pomoćni suci: Ivan Iveljić Četvrti sudac: Matteo Bednjanec |  |

| 11. 29. listopada 2017. | Osijek II  | 1 : 0    | Oriolik                             | Osijek |  |
| 14:00                   | Lončar 52' | Izvješće | 59' Barišić 59' T. Ferić 76' Vrljić | Igralište: NK Olimpija Gledatelja: 100 Sudac: Tomislav Haban Pomoćni suci: Franjo Vučko Pomoćni suci: Marko Nikolić Četvrti sudac: Ivan Menđušić |  |

| 12. 4. studenog 2017. | Slavonija                                                                                              | 1 : 0    | Osijek II                      | Požega |  |
| 14:00                 | Karačić 33' B. Boban 44' 62' Sokić 61' Jakešević 69' Rezo 76' Majstorović 78' Podobnik 82' Vasić 90+5' | Izvješće | 53' Ivić 90' Žaper 90+4' Pušić | Igralište: Gradski stadion Gledatelja: 150 Sudac: Ante Bundović Pomoćni suci: Marin Ćosić Pomoćni suci: Miodrag Plantak Četvrti sudac: Marijo Petrović |  |

| 13. 11. studenog 2017. | Osijek II                                              | 5 : 1    | Međimurje  | Osijek |  |
| 14:00                  | Čikvar 12' Marić 24' 38' (11 m) Mišković 58' Rajić 83' | Izvješće | 22' Škvorc | Igralište: NK Olimpija Gledatelja: 150 Sudac: Dino Sabljić Pomoćni suci: Ivan Iveljić Pomoćni suci: Miodrag Plantak Četvrti sudac: Armin Gadžo |  |

| 14. 19. studenog 2017. | BSK                                                 | 1 : 0    | Osijek II              | Bijelo Brdo |  |
| 13:30                  | Eling 35' Pačar 45' Žigri 47' Dorić 75' Tomas 90+4' | Izvješće | 50' Mišković 78' Talys | Igralište: BSK Gledatelja: 300 Sudac: Dario Bel Pomoćni suci: Deni Grofelnik Pomoćni suci: Dalibor Totić Četvrti sudac: Dražen Matasović |  |

| 15. 26. studenog 2017. | Osijek II                                                    | 3 : 0    | Bedem                                         | Osijek |  |
| 13:30                  | Talys 7' Soldić 26' Čikvar 42' Ejupi 57' 72' 90' Šimunec 68' | Izvješće | 32' Tustonjić 52' 86' Smolčić 74' Marijanović | Igralište: NK Olimpija Gledatelja: 150 Sudac: Filip Hirš Pomoćni suci: Siniša Fajfarić Pomoćni suci: Miro Hantak Četvrti sudac: Marko Dergez |  |

| 16. 10. ožujka 2018. | Osijek II             | 2 : 0    | Slavija                           | Osijek |  |
| 15:00                | Llanos 14' Durdov 86' | Izvješće | 28' 28' Ančurovski 28' Martinović | Igralište: NK Olimpija Gledatelja: 100 Sudac: Josip Lučić Pomoćni suci: Kruno Šarić Pomoćni suci: Dalibor Totić Četvrti sudac: Dražen Matasović |  |

| 17. 17. ožujka 2018. | Mladost                  | 1 : 2    | Osijek II                                | Ždralovi |  |
| 15:00                | Pleić 21' 31' Markuz 58' | Izvješće | 5' Šimičić 18' Šalinović 57' 72' Hudećek | Igralište: NK Mladost Sudac: Patrik Kolarić Pomoćni suci: Edvin Zobec Pomoćni suci: Siniša Fajfarić Četvrti sudac: Nino Vugrinec |  |

| 18. 24. ožujka 2018. | Osijek II                            | 4 : 0    | Vukovar 1991 | Osijek |  |
| 15:30                | Pilj 16' Llanos 41' 58' Durdov 90+2' | Izvješće |              | Igralište: NK Olimpija Gledatelja: 200 Sudac: Dražen Matasović Pomoćni suci: Deni Grofelnik Pomoćni suci: Dalibor Totić Četvrti sudac: Alen Dobraš |  |

| 19. 11. travnja 2018. ↓1 | Varteks                 | 1 : 1    | Osijek II                           | Varaždin |  |
| 16:30                    | Nježić 37' Šoštarić 60' | Izvješće | 26' Šimičić 41' Talys 59' Šalinović | Igralište: SKUNC Sloboda Gledatelja: 200 Sudac: Dino Sabljić Pomoćni suci: Marin Ćosić Pomoćni suci: Petar Plevnik Četvrti sudac: Nino Vugrinec |  |

| 20. 7. travnja 2018. | Osijek II                                                         | 3 : 0    | Belišće | Osijek |  |
| 16:30                | Žaper 33' Juranović 51' (11 m) Ćosić 53' Lončar 71' Pongračić 73' | Izvješće |         | Igralište: NK Olimpija Gledatelja: 150 Sudac: Ante Bundović Pomoćni suci: Marin Ćosić Pomoćni suci: Aleksandar Vuzem Četvrti sudac: Ivan Menđušić |  |

| 21. 14. travnja 2018. | Osijek II                                  | 3 : 0    | Marsonia 1909                            | Osijek |  |
| 16:30                 | Hudećek 55' Soldić 74' Pilj 85' Čikvar 87' | Izvješće | 44' Rosandić 75' Gudelj 90+3' Meseljević | Igralište: NK Olimpija Gledatelja: 200 Sudac: Ivan Župan Pomoćni suci: Ivan Janić Pomoćni suci: Oliver Hrmić Četvrti sudac: Ante Bundović |  |

| 22. 22. travnja 2018. | Čepin                   | 0 : 1    | Osijek II                                          | Čepin |  |
| 16:30                 | Gelo 31' Agatić 80' 89' | Izvješće | 27' Llanos 31' Šalinović 76' 77' Čikvar 84' Lončar | Igralište: ŠRC Čepin Gledatelja: 400 Sudac: Krešimir Vidačić Pomoćni suci: Hrvoje Lovrić Pomoćni suci: Berislav Sudar Četvrti sudac: Mario Vukušić |  |

| 23. 25. travnja 2018. | Osijek II                        | 2 : 1    | Đakovo-Croatia | Osijek |  |
| 17:00                 | Hudećek 18' Damjanović 26' (ag.) | Izvješće | 55' Brdarić    | Igralište: NK Olimpija Gledatelja: 100 Sudac: Antonio Škobić Pomoćni suci: Dino Galinec Pomoćni suci: Leo Knežević Četvrti sudac: Ivan Kapraljević |  |

| 24. 30. travnja 2018. | Koprivnica                                         | 1 : 2    | Osijek II            | Koprivnica |  |
| 17:00                 | Jajalo 8' Zanjko 43' Jambrušić 56' Srbljinović 85' | Izvješće | 25' Lončar 52' Žaper | Igralište: Gradski stadion Gledatelja: 100 Sudac: Ante Bundović Pomoćni suci: Marin Ćosić Pomoćni suci: Barbara Volenik-Vidović Četvrti sudac: Mladen Matić |  |

| 25. 5. svibnja 2018. | Osijek II                                                   | 3 : 1    | Bjelovar                                 | Osijek |  |
| 17:00                | Lončar 23' Juranović 41' Talys 46' Šalinović 55' Llanos 61' | Izvješće | 18' Hajdarović 58' Šantalab 80' Vinícius | Igralište: NK Olimpija Gledatelja: 80 Sudac: Marko Dergez Pomoćni suci: Marko Gašparić Pomoćni suci: Dino Galinec Četvrti sudac: Lučano Blašković |  |

| 27. 18. svibnja 2018. | Osijek II                                                           | 5 : 0    | Slavonija                             | Osijek |  |
| 17:00                 | Lončar 21' (11 m) Llanos 26' Šimičić 28' 72' Pilj 62' Šalinović 79' | Izvješće | 40' Božić 60' Nikolaš 67' Majstorović | Igralište: NK Olimpija Gledatelja: 50 Sudac: Lučano Blašković Pomoćni suci: Marin Ćosić Pomoćni suci: Marko Punčec Četvrti sudac: Dražen Matasović |  |

| 28. 26. svibnja 2018. | Međimurje                                                             | 2 : 1    | Osijek II                                                     | Čakovec |  |
| 17:00                 | Ptiček 3' Režić 45' (11 m) Patafta 56' 66' Munivrana 81' Marcijuš 90' | Izvješće | 31' Žaper 44' Šalinović 71' Lišnić 82' Llanos 90+3' Juranović | Igralište: Stadion SRC Mladost Gledatelja: 150 Sudac: Marijo Petrović Pomoćni suci: Goran Loparac Pomoćni suci: Ivan Iveljić Četvrti sudac: Dino Sabljić |  |

| 29. 31. svibnja 2018. | Osijek II                                           | 2 : 1    | BSK                                                                       | Osijek |  |
| 17:30                 | Pilj 31' Lončar 45' Llanos 58' Soldić 62' Talys 81' | Izvješće | 30' Ištvanić 52' Majtanić 53' (11 m) Popović 62' Žigri 66' Eling 74' Žaja | Igralište: NK Olimpija Gledatelja: 200 Sudac: Andrej Burilo Pomoćni suci: Deni Grofelnik Pomoćni suci: Hrvoje Lovrić Četvrti sudac: Antonio Škobić |  |

| 30. 2. lipnja 2018. | Bedem                                         | 1 : 2    | Osijek II                                  | Ivankovo |  |
| 18:00               | Raić Sudar 3' (11 m) Stojanović 60' Babić 83' | Izvješće | 10' 34' Pongračić 44' Šutalo 52' Šalinović | Gledatelja: 150 Sudac: Filip Hirš Pomoćni suci: Siniša Fajfarić Pomoćni suci: Miro Hantak Četvrti sudac: Ivan Menđušić |  |

## Statistika igrača
ažurirano: 2. lipnja 2018.

### Strijelci
|     | igrač               | ukupno |
| --- | ------------------- | ------ |
| 1.  | Nicholás Llanos     | 7      |
| 2.  | Danijel Lončar      | 5      |
| 3.  | Mihael Žaper        | 4      |
| 3.  | Marin Pilj          | 4      |
| 5.  | Robert Mišković     | 3      |
| 5.  | Marijo Rajić        | 3      |
| 5.  | Josip Čikvar        | 3      |
| 5.  | Matej Hudećek       | 3      |
| 5.  | Stjepan Šimičić     | 3      |
| 5.  | Mihael Pongračić    | 3      |
| 11. | Mirko Marić         | 2      |
| 11. | Talys Alves Pereira | 2      |
| 11. | Muzafer Ejupi       | 2      |
| 11. | Ivan Durdov         | 2      |
| 11. | Dragan Juranović    | 2      |
| 16. | Luka Bubalo         | 1      |
| 16. | Filip Lišnić        | 1      |
| 16. | Robert Ćosić        | 1      |
| 16. | Tomislav Soldić     | 1      |
| 16. | Nikola Šalinović    | 1      |
|     | UKUPNO              | 53     |

### Vratari po broju utakmica bez primljenog pogotka
|    | igrač      | ukupno |
| -- | ---------- | ------ |
| 1. | Luka Kukić | 13     |
|    | UKUPNO     | 13     |

### Kartoni
| br. | pozicija | igrač                        | ukupno   | ukupno                                 | ukupno    |
| br. | pozicija | igrač                        | Opomenut | Opomenut · Ponovo opomenut · Isključen | Isključen |
| --- | -------- | ---------------------------- | -------- | -------------------------------------- | --------- |
| 22  | branič   | Danijel Lončar               | 6        | 0                                      | 0         |
| 4   |          | Nikola Šalinović             | 5        | 0                                      | 1         |
| 8   | veznjak  | Mihael Žaper                 | 5        | 0                                      | 0         |
| 12  | branič   | Talys Alves Pereira Oliveira | 5        | 0                                      | 0         |
| 5   | napadač  | Josip Čikvar                 | 3        | 0                                      | 1         |
| 20  | veznjak  | Mateo Jakšić                 | 3        | 0                                      | 0         |
| 25  | branič   | Bruno Ivić                   | 3        | 0                                      | 0         |
| 21  | veznjak  | Robert Mišković              | 2        | 1                                      | 0         |
| 10  | veznjak  | Hrvoje Ilić                  | 2        | 0                                      | 0         |
| 19  | veznjak  | Marijo Rajić                 | 2        | 0                                      | 0         |
| 17  | veznjak  | Nicholás Llanos              | 2        | 0                                      | 0         |
| 7   | branič   | Filip Lišnić                 | 2        | 0                                      | 0         |
| 17  | veznjak  | Tomislav Soldić              | 2        | 0                                      | 0         |
| 30  | veznjak  | Tomislav Dadić               | 1        | 1                                      | 0         |
| 22  | veznjak  | Domagoj Pušić                | 0        | 0                                      | 1         |
| 14  | branič   | Luka Marin                   | 1        | 0                                      | 0         |
| 28  | veznjak  | Luka Bubalo                  | 1        | 0                                      | 0         |
| 16  | napadač  | Daniel Ripić                 | 1        | 0                                      | 0         |
| 9   | veznjak  | Marko Ferić                  | 1        | 0                                      | 0         |
| 18  | branič   | Marin Nikolić                | 1        | 0                                      | 0         |
| 18  | branič   | Andrej Šimunec               | 1        | 0                                      | 0         |
| 9   | napadač  | Muzafer Ejupi                | 1        | 0                                      | 0         |
| 2   | branič   | Matej Hudećek                | 1        | 0                                      | 0         |
| 11  | branič   | Stjepan Šimičić              | 1        | 0                                      | 0         |
| 27  | napadač  | Dragan Juranović             | 1        | 0                                      | 0         |
| 24  | branič   | Boško Šutalo                 | 1        | 0                                      | 0         |
|     |          | UKUPNO                       | 54       | 2                                      | 3         |

### Nastupi i pogodci
| br. | pozicija | igrač                        | ukupno  | ukupno  |
| br. | pozicija | igrač                        | nastupi | pogodci |
| --- | -------- | ---------------------------- | ------- | ------- |
| 13  | vratar   | Luka Kukić                   | 29      | 0       |
| 22  | branič   | Danijel Lončar               | 27      | 5       |
| 12  | napadač  | Talys Alves Pereira Oliveira | 20+6    | 2       |
| 8   | veznjak  | Mihael Žaper                 | 24      | 4       |
| 20  | veznjak  | Mateo Jakšić                 | 16+7    | 0       |
| 21  | veznjak  | Robert Mišković              | 13+7    | 3       |
| 5   | napadač  | Josip Čikvar                 | 11+9    | 3       |
| 28  | veznjak  | Luka Bubalo                  | 12+2    | 1       |
| 19  | veznjak  | Marijo Rajić                 | 11+4    | 3       |
| 2   | branič   | Matej Hudećek                | 14      | 3       |
| 30  | branič   | Robert Ćosić                 | 14      | 1       |
| 27  | napadač  | Dragan Juranović             | 13+1    | 2       |
| 14  | branič   | Luka Marin                   | 9+1     | 0       |
| 17  | veznjak  | Nicholás Llanos              | 13      | 7       |
| 11  | branič   | Stjepan Šimičić              | 13      | 3       |
| 25  | branič   | Bruno Ivić                   | 9       | 0       |
| 29  | napadač  | Marin Pilj                   | 12+1    | 4       |
| 4   |          | Nikola Šalinović             | 12      | 1       |
| 29  | napadač  | Ivan Ikić                    | 1+8     | 0       |
| 17  | veznjak  | Tomislav Soldić              | 6+5     | 1       |
| 7   | napadač  | Ivan Durdov                  | 2+7     | 2       |
| 16  | napadač  | Daniel Ripić                 | 6+2     | 0       |
| 10  | veznjak  | Hrvoje Ilić                  | 5+4     | 0       |
| 18  | branič   | Marin Nikolić                | 5+2     | 0       |
| 9   | veznjak  | Marko Ferić                  | 5+1     | 0       |
| 7   | branič   | Filip Lišnić                 | 6+1     | 1       |
| 30  | veznjak  | Tomislav Dadić               | 2+3     | 0       |
| 16  | veznjak  | Zvonimir Filipović           | 1+4     | 0       |
| 9   | veznjak  | Mihael Pongračić             | 1+6     | 3       |
| 18  | branič   | Andrej Šimunec               | 4       | 0       |
| 22  | veznjak  | Domagoj Pušić                | 3       | 0       |
| 23  | branič   | Jurica Šantić                | 0+3     | 0       |
| 28  | branič   | Andrej Lukić                 | 2       | 0       |
| 24  | branič   | Boško Šutalo                 | 2+3     | 0       |
| 24  | napadač  | Mirko Marić                  | 1       | 2       |
| 9   | napadač  | Muzafer Ejupi                | 0+1     | 2       |
| 6   | veznjak  | Nikola Jambor                | 1       | 0       |
| 19  | branič   | Zoran Lesjak                 | 1       | 0       |
| 26  | branič   | Nikola Matas                 | 1       | 0       |
| 1   | vratar   | Marko Barešić                | 1       | 0       |
| 6   | veznjak  | Marin Magdić                 | 1+1     | 0       |
| 3   |          | Kristijan Pavičić            | 1       | 0       |

## Transferi

### Dolasci
| nadnevak       | pozicija | igrač             | prethodni klub       | odšteta |
| -------------- | -------- | ----------------- | -------------------- | ------- |
| srpanj 2017.   | veznjak  | Tomislav Dadić    | NK Dugopolje         |         |
| srpanj 2017.   | veznjak  | Josip Mihovilović | NK Dugopolje         |         |
| srpanj 2017.   | veznjak  | Marko Ferić       | NK Dugopolje         |         |
| srpanj 2017.   | veznjak  | Marijo Rajić      | NK Bjelovar          |         |
| srpanj 2017.   | veznjak  | Mateo Jakšić      | NK Bjelovar          |         |
| srpanj 2017.   | branič   | Marin Nikolić     | NK Bjelovar          |         |
| srpanj 2017.   | veznjak  | Hrvoje Ilić       | GNK Dinamo Zagreb II |         |
| kolovoz 2017.  | vratar   | Luka Kukić        | RNK Split            |         |
| kolovoz 2017.  | veznjak  | Luka Bubalo       | NK Neretva Metković  |         |
| siječanj 2018. | napadač  | Dragan Juranović  | NK Dubrava Zagreb    |         |
| siječanj 2018. |          | Nikola Šalinović  | NK Croatia Zmijavci  |         |
| siječanj 2018. | napadač  | Marin Pilj        | NK Novigrad          |         |
| siječanj 2018. | veznjak  | Nicholás Llanos   | RNK Split            |         |
| siječanj 2018. | napadač  | Rok Kidrič        | NK Ankaran Hrvatini  |         |
| veljača 2018.  |          | Mikhail Kajmakov  | FC Sheriff Tiraspol  |         |

### Odlasci
| nadnevak     | pozicija | igrač           | budući klub          | odšteta |
| ------------ | -------- | --------------- | -------------------- | ------- |
| srpanj 2017. | veznjak  | Lovro Anić      | GNK Dinamo Zagreb II |         |
| srpanj 2017. | branič   | Stjepan Salapić | NK Sesvete           |         |

### Odlasci na posudbu
| nadnevak          | pozicija | igrač            | klub                 | razdoblje       |
| ----------------- | -------- | ---------------- | -------------------- | --------------- |
| srpanj 2017.      | veznjak  | Josip Špoljarić  | NK Dugopolje         |                 |
| srpanj 2017.      | napadač  | Mihael Klepač    | NK Dugopolje         |                 |
| srpanj 2017.      | napadač  | Benjamin Ždinjak | NK Dugopolje         |                 |
| srpanj 2017.      | vratar   | Borna Žitnjak    | HNK Šibenik          |                 |
| srpanj 2017.      | napadač  | Robert Ćosić     | HNK Šibenik          |                 |
| kolovoz 2017.     | branič   | Marko Mišković   | HNK Vukovar 1991     |                 |
| kolovoz 2017.     | veznjak  | Neven Hlišć      | NK Međimurje Čakovec |                 |
| kolovoz 2017.     | napadač  | Ivan Jakić       | HNK Vukovar 1991     |                 |
| 9. siječnja 2018. | veznjak  | Josip Špoljarić  | Santarcangelo Calcio | do kraja sezone |
| siječanj 2018.    | napadač  | Mihael Klepač    | NK Lučko             |                 |
| siječanj 2018.    | napadač  | Ivan Ikić        | NK Lučko             |                 |
| veljača 2018.     |          | Mikhail Kajmakov | NK Solin             |                 |
| ožujak 2018.      | napadač  | Benjamin Ždinjak | NK Čepin             | do kraja sezone |